# 幾何学模様

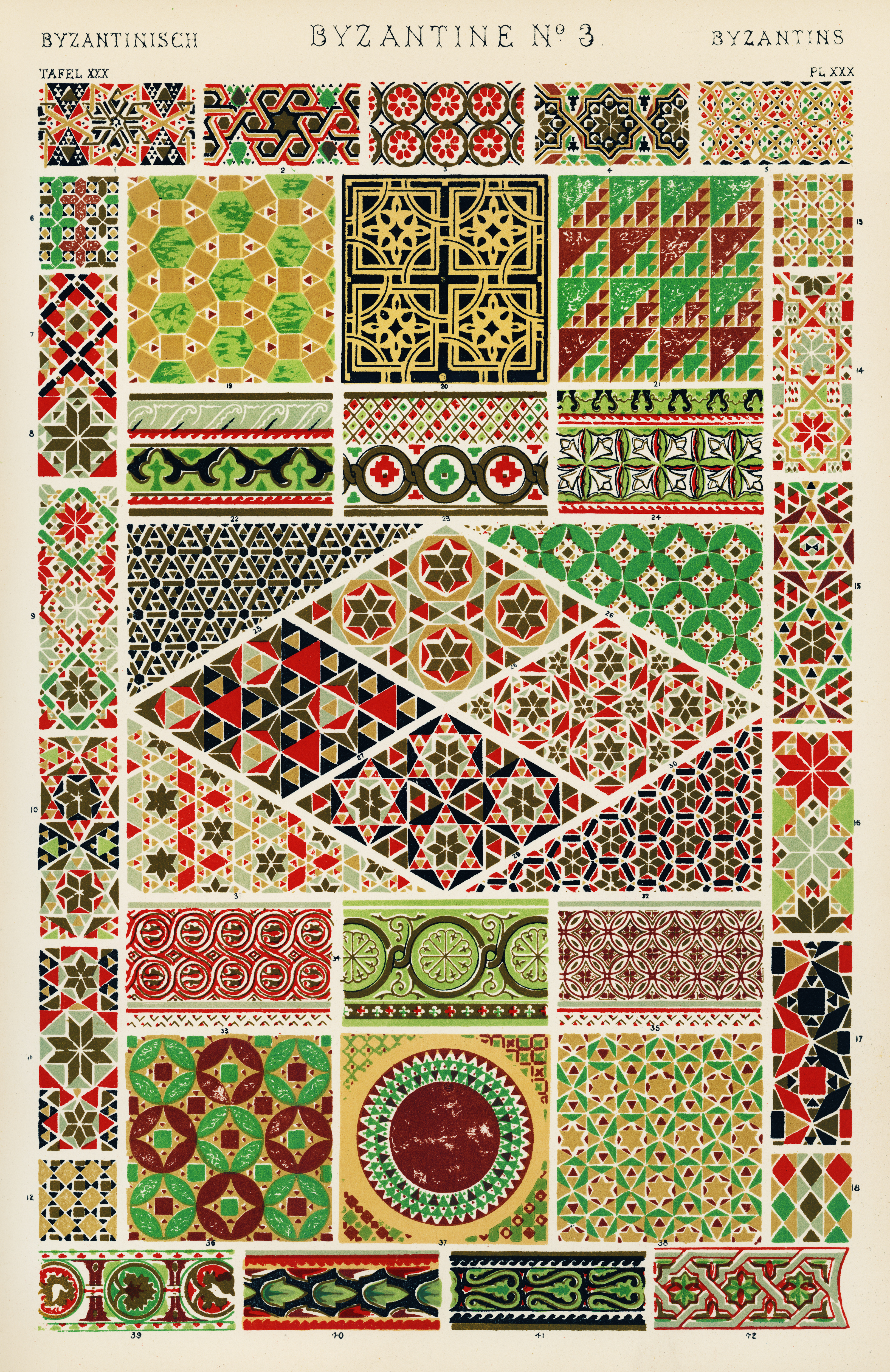
オーウェン・ジョーンズのデザインした図柄

幾何学模様（きかがくもよう）は、ある種の模様とされ、具体的には以下の意味を持つ。
1. 三角形、四角形、六角形などの多角形や円、楕円、直線などの単純な図形を部品として、それに平行移動、反転、回転、色の変化、拡大・縮小、分割などの操作を加えながら連続して組み合わせ、配列を展開して作成した模様。同じ操作を繰り返すことにより、無限の模様展開が可能である[1]。
2. 周期関数で表せる幾何曲線により、生成される図形[2]。
3. 詳しくは幾何学様式を参照。これは紀元前10世紀から紀元前7世紀ごろのギリシャ人によって初めて用いられた文様様式であり、陶器などに直線や円などから構成される抽象的な文様が描かれたものである[3]。

## ギャラリー

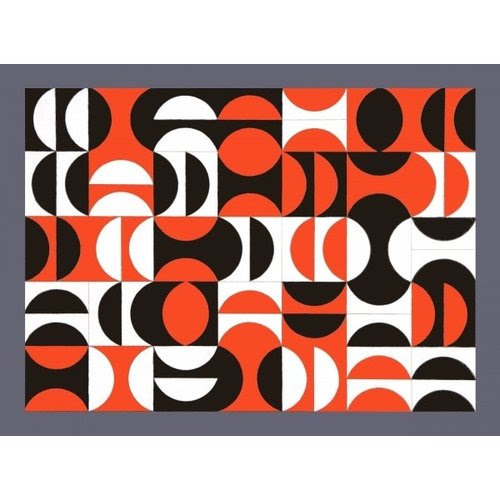
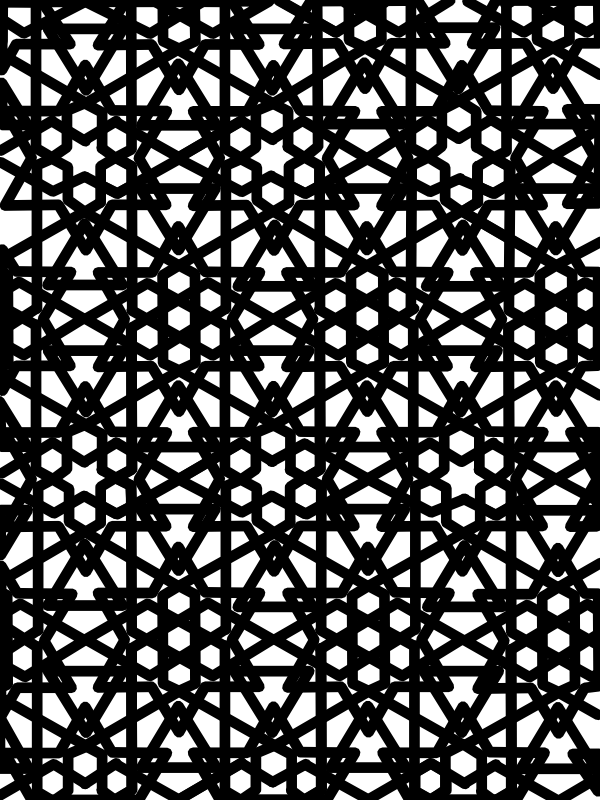
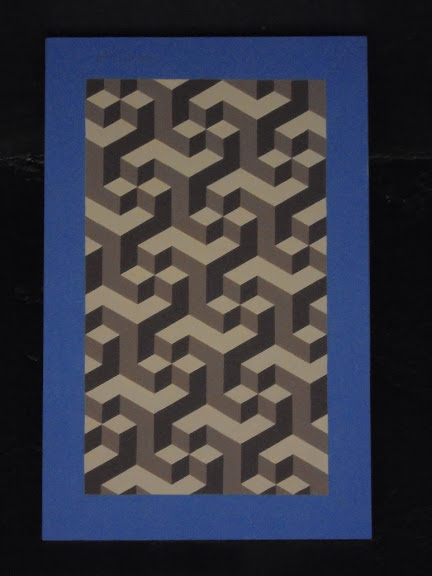